# Nadeo
A Nadeo SASU párizsi székhelyű videójáték-fejlesztő cég. A vállalatot 2000. november 27-én alapították, és elsősorban a TrackMania sorozat révén ismert. 2008. október 5-én bejelentették, hogy a Ubisoft francia videójáték-kiadó vállalat felvásárolta a céget.
2011 és 2012 között Anne Blondel-Jouin volt a cég kiadóigazgatója.

## Játékai
| Év   | Cím                                             | Műfaj                | Platform                                   | Kiadó                  |
| ---- | ----------------------------------------------- | -------------------- | ------------------------------------------ | ---------------------- |
| 2003 | TrackMania                                      | Verseny              | Microsoft Windows                          | Focus Home Interactive |
| 2003 | Virtual Skipper 3                               | Sport                | Microsoft Windows                          | Focus Home Interactive |
| 2004 | TrackMania: Power Up!                           | Verseny              | Microsoft Windows                          | Focus Home Interactive |
| 2005 | TrackMania Sunrise                              | Verseny              | Microsoft Windows                          | Focus Home Interactive |
| 2005 | TrackMania                                      | Verseny              | Microsoft Windows                          | Focus Home Interactive |
| 2005 | Virtual Skipper 4                               | Sport                | Microsoft Windows                          | Focus Home Interactive |
| 2005 | TrackMania Sunrise                              | Verseny              | Microsoft Windows                          | Focus Home Interactive |
| 2006 | TrackMania Nations                              | Verseny              | Microsoft Windows                          | Focus Home Interactive |
| 2006 | TrackMania United                               | Verseny              | Microsoft Windows                          | Focus Home Interactive |
| 2007 | Virtual Skipper 5: 32nd America’s Cup: The Game | Sport                | Microsoft Windows                          | Focus Home Interactive |
| 2008 | TrackMania Nations Forever                      | Verseny              | Microsoft Windows                          | Focus Home Interactive |
| 2008 | TrackMania United Forever                       | Verseny              | Microsoft Windows                          | Focus Home Interactive |
| 2008 | TrackMania DS                                   | Verseny              | Nintendo DS                                | Focus Home Interactive |
| 2011 | TrackMania 2: Canyon                            | Verseny              | Microsoft Windows                          | Ubisoft                |
| 2013 | ShootMania Storm                                | First-person shooter | Microsoft Windows                          | Ubisoft                |
| 2013 | TrackMania 2: Stadium                           | Verseny              | Microsoft Windows                          | Ubisoft                |
| 2013 | TrackMania 2: Valley                            | Verseny              | Microsoft Windows                          | Ubisoft                |
| 2016 | TrackMania Turbo                                | Verseny              | Microsoft Windows, PlayStation 4, Xbox One | Ubisoft                |
| 2017 | TrackMania 2: Lagoon                            | Verseny              | Microsoft Windows                          | Ubisoft                |
| TBA  | ShootMania Cryo                                 | First-person shooter | Microsoft Windows                          | Ubisoft                |
| TBA  | QuestMania                                      | Szerepjáték          | Microsoft Windows                          | Ubisoft                |